# Приказ Большого прихода
Прика́з Большо́го прихо́да (или просто Большой приход, как он назван у Котошихина) — один из приказов в Русском царстве, появляется в первый раз в 1573 г. В нём сидели окольничий и два дьяка. Доходы приказа были свыше 500 тыс. руб. и составлялись из сборов с лавок, с гостиных дворов в Москве и в городах, с погребов, с мер для питья и товаров, с таможен, мыт, перевозов, мостовщины. Деньги эти расходовались на содержание приезжавших в Москву в посольствах иноземцев, а также иноземных купцов; на выдачу содержания русским послам, отправляемым за границу; на постройку судов и покупку товаров; на жалованье подьячим, работникам при судах и при царском соляном дворе. В 1680 г. большая часть доходов этого приказа отошла к Приказу Большой казны, а в ведении Большого прихода остались только оброчные лавочные и неокладные пошлинные деньги с купцов, данных, лавочных и судных дел. В 1690 г. Большой приход был соединен с приказами новгородским, владимирским, новой и галицкой четью; этот соединённый приказ просуществовал только до 1699 г., когда предметы ведомства его перешли к московской бурмистерской палате, а впоследствии были разделены между камер- и мануфактур-коллегиями и главным магистратом.